# World War Z
World War Z ist ein US-amerikanischer Zombiefilm des deutsch-schweizerischen Regisseurs Marc Forster aus dem Jahr 2013. Der Film mit Brad Pitt und Mireille Enos in den Hauptrollen wurde von Plan B Entertainment produziert und basiert auf dem Buch Operation Zombie: Wer länger lebt, ist später tot (2006) von Max Brooks. Er feierte seine Premiere am 2. Juni 2013 in London. In Deutschland lief er am 27. Juni 2013 an.

## Handlung
Der frühere UN-Mitarbeiter Gerry Lane ist mit seiner Frau und seinen beiden Töchtern unterwegs im pennsylvanischen Philadelphia, als dort eine Zombie-Pandemie ausbricht. Lane beobachtet, wie sich ein durch Bisse infizierter Mensch innerhalb von gut zehn Sekunden in ein rasendes Monster verwandelt. Die Kampferfahrung, die er bei UNO-Aufträgen in Krisengebieten erworben hat, hilft ihm, sich mit seiner Familie in einem Hochhaus vorläufig in Sicherheit zu bringen. Der UNO-Vizegeneralsekretär und frühere Chef Lanes bei der UNO, Thierry Umutoni, nimmt Kontakt mit ihm auf und sorgt dafür, dass er und seine Familie in letzter Minute mit einem Hubschrauber vom Dach des Hochhauses gerettet werden. Man fliegt sie zum UNO-Hauptquartier, das sich derzeit auf einem Kriegsschiff der US-Navy befindet.
Dort zeigt sich, wie aussichtslos die Lage ist: Weite Teile der Welt sind von Zombies überrannt worden, die meisten Großstädte sind bereits verloren. Lane soll den Virologen Fassbach begleiten und den Ursprung der Seuche finden, damit ein Impfstoff entwickelt werden kann. Lane weigert sich zunächst, seine Familie zu verlassen, aber man erklärt ihm, dann würden er und seine Familie zurück an Land gebracht, da das Schiff für Funktionsträger im Kampf gegen die Seuche reserviert ist. Lane willigt daher notgedrungen ein und fliegt mit dem Wissenschaftler und einem Trupp Soldaten los. Fassbach erklärt ihm, die Ursache für die Zombieattacken sei offensichtlich eine Infektion, und jeder Erreger habe eine Schwachstelle, die man nun finden müsse, um die Krankheit bekämpfen zu können.
Erstes Ziel ist die US-Militärbasis Camp Humphreys in Südkorea, von der einige Tage vor dem globalen Ausbruch der Seuche eine E-Mail gesendet wurde, in der von Zombies die Rede war. Fassbach rutscht aus und erschießt sich dabei versehentlich. Lane findet den Auslöser der Seuche nicht, erfährt aber immerhin, dass Geräusche die Zombies anziehen und dass zwischen dem Biss durch einen Zombie und der Verwandlung des Gebissenen in einen Zombie nur wenige Sekunden liegen. Ferner bekommt er von einem CIA-Agenten die Information, dass Israel schon vor dem globalen Ausbruch der Seuche eine hohe Mauer um Jerusalem errichtet habe, um die Stadt zu schützen. Der Mossad habe daher anscheinend früher als andere gewusst, was passieren würde. Lane beschließt, dorthin zu fliegen. Der Abflug von der Militärbasis gelingt nur knapp, denn zunächst muss das Flugzeug unter widrigen Umständen betankt werden und attackierende Zombies behindern den Start.
Die Israelis können Lane nicht weiterhelfen: Sie erklären, sie hätten lediglich einen Funkspruch abgefangen, in dem von Zombies in Indien die Rede gewesen sei, diesen im Unterschied zu anderen Geheimdiensten ernst genommen und entsprechend gehandelt. Über den Ursprung der Infektion wisse man nichts. Unterdessen wird auch Jerusalem bestürmt: Menschen, die in die Stadt gelassen werden, feiern ihre Rettung mit lautem Gesang, welcher riesige Scharen von Zombies anlockt, die schließlich die Mauer überwinden können. Lane flieht zusammen mit einer israelischen Soldatin, die sich nur „Segen“ nennt (hebräisch für Oberleutnant). Nach einem Zombiebiss rettet er ihr das Leben, indem er ihr kurzentschlossen die gebissene Hand abhackt und so die Ausbreitung der Infektion in ihrem Körper verhindert. Sie verlassen Israel in einem voll besetzten belarussischen Verkehrsflugzeug.
Lane hat in Jerusalem beobachtet, dass die Zombies schwerkranke Menschen ignorieren: Da nur gesunde Wirtskörper für die Infektion in Frage kommen, so seine Vermutung, seien Kranke für die Zombies quasi unsichtbar. Lane glaubt, damit die Schwachstelle des Erregers gefunden zu haben, an der man ansetzen könne. Er lässt das Flugzeug in die walisische Hauptstadt Cardiff umleiten, wo sich die nächstgelegene noch funktionsfähige medizinische Forschungseinrichtung der WHO befindet. Auf dem Weg dorthin bricht jedoch die Seuche an Bord aus, als einem Zombie aus dem Frachtraum der Zugang zur Küche im Passagierbereich gelingt. Lane wirft in höchster Not eine Handgranate, und die Maschine stürzt in der Nähe des Labors ab.
Lane und Segen überleben. Im UNO-Hauptquartier auf dem Kriegsschiff nimmt man aber an, dass Lane und seine Begleiter gestorben oder infiziert sind, da der Kontakt seit längerem abgebrochen ist. Lanes Familie hat auf dem Schiff daher kein Aufenthaltsrecht mehr und wird in ein Flüchtlingslager in der kanadischen Seeprovinz Nova Scotia gebracht.
Über ein Satellitentelefon nimmt der verletzte Lane Kontakt mit dem Hauptquartier auf und erfährt, wo seine Familie ist. Nun ist es für ihn noch dringender, seine Theorie zu überprüfen. In der Forschungseinrichtung haben viele der dort stationierten Forscher überlebt, jedoch können nur vier Lane weiterhelfen. Es gibt dort ausreichend Proben verschiedener gefährlicher Erreger, die teils heilbare, teils unheilbare Krankheiten verursachen. Diese Proben befinden sich allerdings in einem von Zombies überrannten Gebäudebereich. Mit Hilfe der Soldatin Segen und des Direktors der Forschungseinrichtung gelingt es Lane, das Hochsicherheitslabor der Einrichtung zu erreichen und sich dort selbst mit einer tödlichen Krankheit zu infizieren, von der er nicht weiß, um welche es sich handelt. Auf seinem Weg zurück lassen ihn die Zombies unbehelligt und nehmen ihn anscheinend gar nicht wahr, was seine Hypothese bestätigt. Als er wieder in Sicherheit ist, wird ihm ein Gegenmittel gegen die Infektion, die sich als heilbar erweist, injiziert.
Die Nachricht von seiner Entdeckung verbreitet sich schnell. Ein spezielles Virus wird entwickelt und als Impfstoff weltweit verteilt, das Menschen für Zombies „unsichtbar“ macht. So gelingt es der Menschheit, sich gegen die Zombies zu wehren. Lane wird zu seiner Familie nach Nova Scotia geflogen. Der Film endet mit Lanes Worten, dass nun Hoffnung bestehe, der Krieg aber gerade erst begonnen habe.

## Hintergrund
Grundlage des Films ist der Roman Operation Zombie: Wer länger lebt, ist später tot (deutscher Titel) von Max Brooks, in dem ein UNO-Angestellter Interviews mit Überlebenden eines weltweiten Zombiekriegs führt. Brooks war nach eigener Darstellung kaum in die Entstehung des Films eingebunden und sieht wenig Verbindungen zu seinem Roman: „Sie ruinierten mein Buch nicht, sie ignorierten es.“
Während der Dreharbeiten wurden das Drehbuch mehrfach geändert sowie Szenen und Handlungsstränge komplett neu gedreht. Die ursprünglich von J. Michael Straczynski stammende, wohl deutlich näher am Buch liegende Story wurde durch Matthew Michael Carnahan grundlegend umgeschrieben, der auch die Hauptfigur des Gerry Lane einbrachte, die dann Pitt selbst übernahm. Damon Lindelof und Drew Goddard entwickelten das in der gezeigten Kinofassung des Films verwendete Ende. Das bereits gedrehte ursprüngliche Finale in Moskau wurde nach Testvorführungen hingegen komplett verworfen. Nur einzelne kurze Ausschnitte fanden Verwendung. Anfangs sollte der Ursprung der Zombie-Epidemie in China liegen, äquivalent zur Romanvorlage. Da man allerdings ein Aufführungsverbot in China befürchtete, wurde dieser Bezug nachträglich geändert.

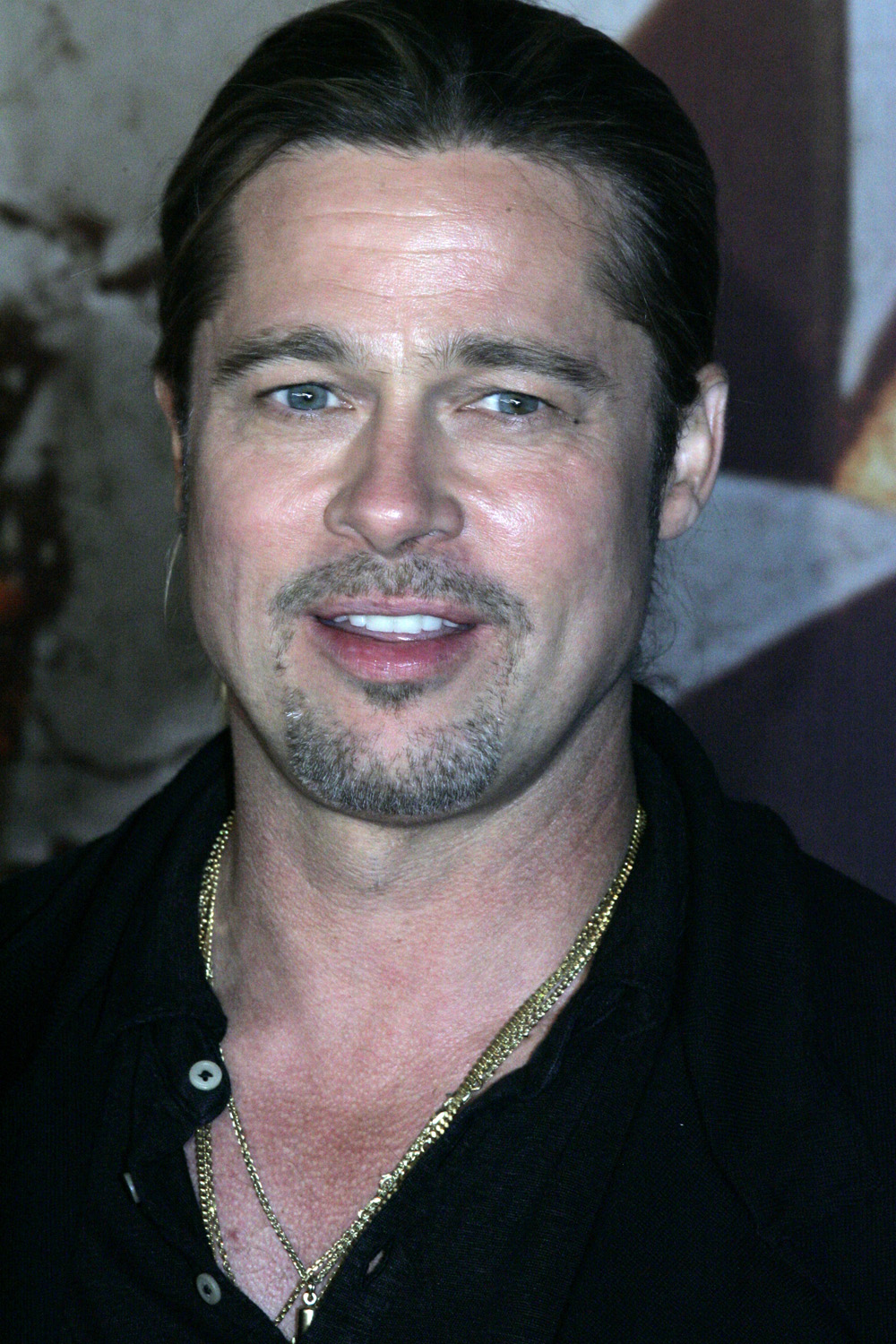
Brad Pitt spielt Gerry Lane

Das Budget des Films belief sich auf etwa 200 Millionen US-Dollar. Der Spiegel vermutete, dass – bei Einrechnung von Kosten für Marketing und eingesetzte 3-D-Techniken – ein Gesamtbudget von rund 400 Millionen US-Dollar angenommen werden könne, ohne dafür aber konkrete Quellen zu nennen.
Ed Harris und Bryan Cranston wurden Rollen im Film angeboten, die sie jedoch aufgrund von Überschneidungen mit anderen Dreharbeiten ablehnen mussten.
Im Juli 2011 begannen die Dreharbeiten auf Malta, ehe sie ab August desselben Jahres in Schottland fortgesetzt wurden. Ab Oktober 2011 folgten weitere Dreharbeiten in Ungarn. Produziert wurde der Film von Brad Pitts Produktionsunternehmen Plan B Entertainment. Als ursprünglicher Premierentermin war der 21. Dezember 2012 geplant, Paramount Pictures entschied sich jedoch, auf diesen Termin stattdessen die Premiere von Jack Reacher zu legen. Als neuer weltweiter Kinostart wurde der 21. Juni 2013 festgelegt. Im Jahr 2013 wurden bundesweit 1.376.392 Besucher an den deutschen Kinokassen gezählt, womit der Film den 21. Platz der meistbesuchten Filme des Jahres belegte.
Als Kameramann war anfangs Robert Richardson engagiert. Als sich die Dreharbeiten in die Länge zogen, übernahm Newton Thomas Sigel, da Richardson wegen seiner Verpflichtung für Django Unchained die Produktion verlassen musste. Schließlich war bei den Ende 2012 durchgeführten Nachdrehs für das neue Ende Ben Seresin als dritter Kameramann im Einsatz und wurde dann als einziger im Vorspann erwähnt.

## Fortsetzung
Aufgrund des kommerziellen Erfolgs plante Paramount eine Fortsetzung des Films, die im Juni 2017 in die Kinos kommen sollte. Die erste Drehbuchfassung wurde von Steven Knight geschrieben, für die Überarbeitung wurde Dennis Kelly engagiert. Als Regisseur wurde J.A. Bayona verpflichtet, der das Projekt im Januar 2016 jedoch wieder verließ. Anfang 2017 wurde die Produktion auf unbestimmte Zeit verschoben. Im Juni 2017 wurde durch Paramounts CEO Jim Gianopulos bekannt, dass sich weiterhin eine Fortsetzung in Entwicklung befinde und David Fincher als Regisseur unterzeichnet habe sowie Brad Pitt an der Produktion beteiligt sei.
Am 6. Februar 2019 wurde bekannt, dass keine Fortsetzung mehr produziert werden solle. Konkrete Gründe nannte Paramount nicht.

## Filmmusik
Im Film wurden die instrumentalen Versionen von „Isolated System“ und „Follow Me“ aus The 2nd Law von Muse verwendet. Im Juni 2013 erschien der Soundtrack zum Film, komponiert von Marco Beltrami:
1. Philadelphia
2. The Lane Family
3. Ninja Quiet
4. Searching For Clues
5. NJ Mart
6. Zombies In Coach
7. Hand Off!
8. No Teeth No Bite
9. The Salvation Gates
10. Wales
11. Like A River Around A Rock

## Extended Action Cut
Auf Blu-ray Disc erschien der sogenannte Extended Action Cut, der sieben Minuten länger ist als die Kinofassung und einige neue Szenen sowie mehr Blut enthält.

## Rezeption

### Kritiken
Von Kritikern in den Vereinigten Staaten wurde der Film vorwiegend positiv besprochen. Von über 250 ausgewerteten Kritiken bei der Rezensionssammlung Rotten Tomatoes erhielt der Film 68 % positive Bewertungen. Die deutsche Kritik fiel geteilt aus:

„Forster gelingt es, das Spektakuläre mit betontem Understatement zu inszenieren. Keiner der aufwändigen CGI-Effekte steht etwa als bloße Attraktion für sich, sondern bleibt stets der Erzählökonomie verpflichtet. Ähnlich effizient setzt der Film auch die 3D-Technik ein. Da laufen keine Zombies in den Zuschauerraum, um protzig die Räumlichkeit des Films anzupreisen. Vielmehr wird das Publikum auf subtile Weise in das Geschehen auf der Leinwand eingebunden. Gerade eine Szene in der Innenstadt Philadelphias konzentriert sich ganz darauf, das Gefühl der Desorientierung zu vermitteln, das man empfindet, wenn man sich inmitten einer aufgebrachten Menschenmenge befindet. Die gestaffelt hintereinander stehenden Statisten deuten einen räumlichen Eindruck an, während die schnellen Schnitte und nahen Einstellungen für eine Form von Verwirrung sorgen, die in vielen Filmen wie Bequemlichkeit wirkt, hier aber durchaus Sinn ergibt.“

„Schade, dass Forster diesen furiosen Einstieg in ein insbesondere von George A. Romeros Meisterwerken ‚Dawn of the Dead‘ und ‚Day of the Dead‘ inspiriertes Zombieversum nicht als Sprungbrett für einen episch-existenzialistischen Apokalypse-Reißer genutzt hat. Die Anlage dafür wäre da gewesen, etwa auch in den klaustrophobischen Szenen, in denen sich Brad Pitt als Familienpapa mit Kurt-Cobain-Frisur samt Sippe aus einem Wohnhaus befreit. Stattdessen entschied man sich für eine eigentlich recht fade Weltenrettergeschichte.“

„Erzählerische Mängel mindern das Vergnügen an der globalen Schnitzeljagd ebenso wie die familienfreundliche Entschärfung des Stoffes, aber der adrenalingetränkte Zombie-Action-Thriller ‚World War Z‘ bietet schlichtweg grandiose Schauwerte und damit gute Sommer-Blockbuster-Unterhaltung.“

„Mir fällt kein Zombiefilm ein, der so fade, ja steril schmeckt wie dieser. Konsequent werden guts and gore, wo sie überhaupt (genretypisch) aus verwundeten Körpern ins Offene drängen dürfen, aus den Bildern getilgt oder ins Off gebannt. Dieser Gewaltverzicht zielt jedoch nicht auf eine Aktivierung der Fantasietätigkeit, sondern im Gegenteil auf ihre totale Einhegung und Kontrolle: ein Film wie unter Quarantäne, der sich gegen das Leid, das er angeblich beschwört, so gut es nur geht immunisiert.“

Max Brooks, Autor der Romanvorlage, äußerte in einem Interview, dass der Film ein „interessanter, aufregender Sommerblockbuster“ gewesen sei, der „nur zufällig denselben Titel wie das Buch trug“.

### Einspielergebnis
Entgegen den Befürchtungen des Studios erwies sich der Film als kommerziell erfolgreich. Weltweit spielte World War Z etwa 540 Millionen US-Dollar ein, davon alleine 202 Millionen US-Dollar in den Vereinigten Staaten.

### Auszeichnungen
Beim Hollywood Film Festival 2013 wurde Marc Forster für einen Hollywood Movie Award nominiert. Der Film erhielt 2013 bei den Teen Choice Awards eine Nominierung in der Kategorie Choice Summer Movie: Action/Adventure.
Bei den People’s Choice Award erhielt der Film eine Nominierung in der Kategorie Favorite Action Movie.